# Заимчево
Заимчево (болг. Заимчево) — село в Болгарии. Находится в Бургасской области, входит в общину Руен. Население составляет 395 человек (2022).

## Политическая ситуация
В местном кметстве Заимчево, в состав которого входит Заимчево, должность кмета (старосты) исполняет Педри  Мехмед Салим (Движение за права и свободы (ДПС)) по результатам выборов.
Кмет (мэр) общины Руен — Дурхан Мехмед Мустафа (Движение за права и свободы (ДПС)) по результатам выборов.